# Кувалек, Роберт
Роберт Кувалек (пол. Robert Kuwałek; 1966, Люблин, Польша - 5 июня 2014, Львов, Украина) — польский историк, педагог, один из основателей мемориального комплекса в Белжеце, научный сотрудник Государственного музея в Майданеке.
Окончил Люблинский католический университет. Специализировался на истории истребления евреев во время Холокоста в Люблинском и Львовском воеводствах. С 1999 года был сотрудником Государственного музея в Майданеке. В 2002-2004 гг. организатор мемориального комплекса в Белжеце, был его первым директором (до 2007 года). Был большим популяризатором истории, много ездил по стране с лекциями, посещал места, связанные с еврейской культурой, в том числе и на Украине. Часто ездил во Львов куда организовывал экскурсии.
Роберт Кувалек умер во Львове 5 июня 2014. У него осталась жена и дочь.

## Публикации
- Niemiecki obóz zagłady w Bełżcu (Немецкий лагерь смерти в Белжеце), Lublin 2010. ISBN 978-83-925187-8-5.
- Obóz zagłady w Bełżcu. Państwowe Muzeum na Majdanku, Lublin 2010, ISBN 978-83-925187-8-5.
  - Das Vernichtungslager Bełżec. deutsche Übersetzung von Steffen Hänschen. Metropol Verlag, Berlin 2013, ISBN 978-3-86331-079-0.
  - Belzec le premier centre de mise à mort. französische Übersetzung von Alexandre Dayet. Calmann-Lévy, Paris 2013, ISBN 978-2-7021-4431-2.
- Getta tranzytowe w dystykcie lubelskim (Izbica, Piaski, Rejowiec, Trawniki). Lecture for the International Conference "Aktion Reinhardt. The Annihilation of the Jews in Generalgouvernement." Lublin 2002.
- Heritage trail of the Lublin Jews. Архивная копия от 3 августа 2020 на Wayback Machine Lubelski Ośrodek Informacji Turystycznej, Lublin 2002.

- The Ghetto in Lublin. übersetzt von Sophie Frankenberg (née Mendelson).

- Das Durchgangsghetto in Izbica. In: Theresienstädter Studien und Dokumente. 2003, S. 321–351.

- Das Transitghetto Izbica. in Bildungswerk Stanisław Hantz.

- Die Transit-Ghettos Izbica, Piaski und Rejowiec. in www.deathcamps.org

- Die Durchgangsghettos im Distrikt Lublin. In: Bogdan Musial: Aktion Reinhardt. Der Völkermord an den Juden im Generalgouvemement 1941–1944. Osnabrück 2004, ISBN 3-929759-83-7.

- Das kurze Leben »im Osten« Jüdische Deutsche im Distrikt Lublin aus polnisch-jüdischer Sicht. In: Birthe Kundrus, Beate Meyer (Hrsg.): Die Deportation der Juden aus Deutschland : Pläne - Praxis - Reaktionen. Wallstein Verlag, Konstanz 2004, ISBN 3-89244-792-6, S. 112–135.

- Die letzte Station vor der Vernichtung : das Durchgangsghetto in Izbica. In: Deutsche, Juden, Polen : Geschichte einer wechselvollen Beziehung im 20. Jahrhundert. Herausgeber: Andrea Löw, Kerstin Robusch, Stefanie Walter, Frankfurt am Main 2004, ISBN 3-593-37515-X, S. 157–179.

- Von Lublin nach Bełżec: auf Spurensuche. Leben und Vernichtung der Juden im südöstlichen Lubliner Land. Übersetzung von Małgorzata Motylewska. Lublin 2006, ISBN 83-922318-8-0.

## Награды
- Кавалер Ордена Возрождения Польши (2008)